# Gran Premio Costa de los Etruscos
El Gran Premio Costa de los Etruscos (oficialmente: Gran Premio Costa degli Etruschi) es una carrera ciclista de una sola etapa que se disputa en la Toscana (Italia) durante el mes de febrero. Está considerada como el inicio de temporada del circuito ciclista italiano profesional.
Fue creada en el año 1996. Desde la creación de los Circuitos Continentales UCI en 2005 forma parte del UCI Europe Tour dentro de la categoría 1.1.
La carrera consta de 193 kilómetros y une las localidades de San Vincenzo y Donoratico, en la provincia de Livorno y se suele decidir al sprint. Prueba de ello son los grandes sprinters que se han impuesto como Mario Cipollini o Alessandro Petacchi.
Alessandro Petacchi es el ciclista que más veces ha ganado la prueba, con 5 triunfos.

## Palmarés
| Año  | Ganador             | Segundo            | Tercero                |
| ---- | ------------------- | ------------------ | ---------------------- |
| 1996 | Fabrizio Guidi      | Biagio Conte       | Marco Antonio Di Renzo |
| 1997 | Biagio Conte        | Fabio Baldato      | Fabrizio Guidi         |
| 1998 | Mario Cipollini     | Nicola Minali      | Léon van Bon           |
| 1999 | Endrio Leoni        | Mario Traversoni   | Massimo Strazzer       |
| 2000 | Mario Cipollini     | Endrio Leoni       | Mauro Zinetti          |
| 2001 | Fabio Sacchi        | Gabriele Balducci  | Vladimir Duma          |
| 2002 | Yuri Metlushenko    | Mario Manzoni      | Guido Trentin          |
| 2003 | Jaan Kirsipuu       | Fred Rodríguez     | Werner Riebenbauer     |
| 2004 | Yuri Metlushenko    | Andrus Aug         | Crescenzo D'Amore      |
| 2005 | Alessandro Petacchi | Luciano Pagliarini | Francesco Chicchi      |
| 2006 | Alessandro Petacchi | Daniele Bennati    | Danilo Napolitano      |
| 2007 | Alessandro Petacchi | Gabriele Balducci  | Daniele Bennati        |
| 2008 | Gabriele Balducci   | Francesco Chicchi  | Danilo Napolitano      |
| 2009 | Alessandro Petacchi | Jacopo Guarnieri   | Robert Hunter          |
| 2010 | Alessandro Petacchi | Alberto Loddo      | Fabio Sabatini         |
| 2011 | Elia Viviani        | Roberto Ferrari    | Elia Favilli           |
| 2012 | Elia Viviani        | Sacha Modolo       | Filippo Baggio         |
| 2013 | Michele Scarponi    | Diego Ulissi       | Filippo Pozzato        |
| 2014 | Simone Ponzi        | Mauro Finetto      | Andrea Pasqualon       |
| 2015 | Manuel Belletti     | Davide Vigano      | Niccolò Bonifazio      |
| 2016 | Grega Bole          | Francesco Gavazzi  | Diego Ulissi           |
| 2017 | Diego Ulissi        | Manuel Belletti    | Francesco Gavazzi      |

## Palmarés por países
| País      | Victorias |
| --------- | --------- |
| Italia    | 18        |
| Ucrania   | 2         |
| Estonia   | 1         |
| Eslovenia | 1         |